# Problem odpowiedniości Posta
Problem odpowiedniości Posta (ang. Post correspondence problem, PCP) – przykład nierozstrzygalnego problemu decyzyjnego. Został on przedstawiony przez Emila Leona Posta w 1946 roku.

## Sformułowanie problemu
Niech {\displaystyle \Sigma } będzie pewnym alfabetem. Rozważmy zbiór {\displaystyle P} par słów nad {\displaystyle \Sigma }
{\displaystyle P=\{(l_{1},r_{1}),(l_{2},r_{2}),\dots ,(l_{k},r_{k})\},}   gdzie: {\displaystyle l_{i},r_{i}\in \Sigma ^{*}\ (1\leqslant i\leqslant k).}
Problem: Czy dla danego {\displaystyle P} istnieje niepuste słowo (ciąg indeksów) {\displaystyle w_{1}w_{2}\dots w_{s}\in \{1,2,\dots ,k\}} takie, że {\displaystyle l_{w_{1}}l_{w_{2}}\ldots l_{w_{s}}=r_{w_{1}}r_{w_{2}}\ldots r_{w_{s}}}?

## Przykład
{\displaystyle \Sigma =\{a,b\}}
{\displaystyle P=\{(l_{1},r_{1}),(l_{2},r_{2})\}}
{\displaystyle l_{1}=aab,\ r_{1}=aa,\ l_{2}=b,\ r_{2}=bb}
Rozwiązanie: ciąg indeksów {\displaystyle 1,2,} słowo: {\displaystyle aabb}

## Rekurencyjna przeliczalność
Problem odpowiedniości Posta jest problemem rekurencyjnie przeliczalnym, co oznacza, że jeśli istnieje rozwiązanie to jesteśmy w stanie je znaleźć. W ogólnym przypadku nie można natomiast stwierdzić jego braku.